# 齊藤謙也
齊藤 謙也（さいとう けんや、1994年12月31日 - ）は、日本のアクション俳優、スタントマン、スーツアクター。宮城県出身。レッド・エンタテインメント・デリヴァー所属。

## 人物
趣味はツーリング、映画鑑賞。特技はサッカー、アクション、殺陣。

## 出演作品

### テレビドラマ
- 土曜プレミアム / モンタージュ 三億円事件奇譚 第2話（2016年、フジテレビ）
- 放送90年 大河ファンタジー 「精霊の守り人」 第三期（2017年、NHK）
- このマンガがすごい! 第5回（2018年、テレビ東京)

### 特撮テレビドラマ
- スーパー戦隊シリーズ（テレビ朝日）
  - 手裏剣戦隊ニンニンジャー（2015年 - 2016年）
  - 動物戦隊ジュウオウジャー（2016年 - 2017年）
  - 宇宙戦隊キュウレンジャー（2017年 - 2018年）
  - 快盗戦隊ルパンレンジャーVS警察戦隊パトレンジャー（2018年 - 2019年）
  - 騎士竜戦隊リュウソウジャー（2019年 - 2020年）
  - 魔進戦隊キラメイジャー（2020年 - 2021年） - スモッグジョーキー[6]
  - 機界戦隊ゼンカイジャー（2021年 - 2022年） - ゼンカイジュウオー[7]、スーパーゼンカイザー（神）[7]、ワルド怪人[注釈 1]、ダイワルド[注釈 2]、バトルシーザーロボ三世[7]
  - 暴太郎戦隊ドンブラザーズ（2022年 - 2023年） - ベニツ鬼[8]、刑事、ヒトツ鬼[9][リンク切れ]、海賊鬼[10][リンク切れ]、五星鬼[11]、獣拳鬼[12][信頼性要検証]、猫の獣人[13]、ソノシ変身体[14]、イヌブラザー（43・44）[15]
  - 王様戦隊キングオージャー（2023年 - 2024年） - ゲロウジーム[16][3]、フンジーム[3]、デズフンジーム[3]、ヲゲラジーム[3]、シュゴッダム民[3]
  - 爆上戦隊ブンブンジャー（2024年 - 2025年）  - グランツ・リスク[17][5]、サッカーボールグルマー[5]
  - ナンバーワン戦隊ゴジュウジャー（2025年 - ） - リングハンター・ガリュード
- 仮面ライダーシリーズ（テレビ朝日）
  - 仮面ライダーゴースト（2015年 - 2016年）
  - 仮面ライダーエグゼイド（2016年 - 2017年）
  - 仮面ライダービルド（2017年 - 2018年）
  - 仮面ライダージオウ（2018年 - 2019年）
  - 仮面ライダーゼロワン（2019年 - 2020年）
  - 仮面ライダーセイバー（2020年 - 2021年）
  - 仮面ライダーリバイス（2021年 - 2022年） - 警備員（第5話）
  - 仮面ライダーギーツ（2022年 - 2023年） - スエル[2] / 仮面ライダーリガドΩ[2]
  - 仮面ライダーガッチャード（2023年 - 2024年） - 仮面ライダーウインド[18][4]、仮面ライダーゼイン[19][4]、ゴリラマルガム[4]、サーベルタイガーマルガム[4]、ホッパー1マルガム[4]、仮面ライダーエルド[4]
  - 仮面ライダーガヴ（2024年 - ）

### 映画
- 仮面ライダーシリーズ（東映）
  - 仮面ライダー1号（2016年）
  - 劇場版 仮面ライダーゴースト 100の眼魂とゴースト運命の瞬間（2016年）※「齋藤謙也」と誤記
  - 仮面ライダー平成ジェネレーションズ Dr.パックマン対エグゼイド&ゴーストwithレジェンドライダー（2016年）
  - 仮面ライダー×スーパー戦隊 超スーパーヒーロー大戦（2017年）
  - 劇場版 仮面ライダーエグゼイド トゥルー・エンディング（2017年）
  - 仮面ライダー平成ジェネレーションズ FINAL ビルド&エグゼイドwithレジェンドライダー（2017年）
  - 劇場版 仮面ライダービルド Be The One（2018年）
  - 平成仮面ライダー20作記念 仮面ライダー平成ジェネレーションズ FOREVER（2018年）
  - 劇場版 仮面ライダージオウ Over Quartzer（2019年）
  - 仮面ライダー 令和 ザ・ファースト・ジェネレーション（2019年）
  - 仮面ライダー電王 プリティ電王とうじょう!（2020年）
  - 劇場版 仮面ライダーゼロワン REAL×TIME（2020年）
  - 劇場短編 仮面ライダーセイバー 不死鳥の剣士と破滅の本（2020年）
  - セイバー+ゼンカイジャー スーパーヒーロー戦記（2021年）
  - 劇場版 仮面ライダーリバイス（2021年）
  - 仮面ライダー ビヨンド・ジェネレーションズ（2021年）
  - 劇場版 仮面ライダーリバイス バトルファミリア（2022年）
  - 仮面ライダーギーツ×リバイス MOVIEバトルロワイヤル（2022年）
  - 映画 仮面ライダーギーツ 4人のエースと黒狐（2023年）
  - 仮面ライダー THE WINTER MOVIE ガッチャード&ギーツ 最強ケミー★ガッチャ大作戦（2023年） - ウィザードマルガム[20][4]、ギーツキラー[20][4]
  - 仮面ライダーガッチャード ザ・フューチャー・デイブレイク（2024年） - 仮面ライダードラド[21][4]、冥黒王[4]
  - 仮面ライダーガヴ お菓子の家の侵略者（2025年）
- HiGH&LOW〜THE STORY OF S.W.O.R.D.〜（松竹）
  - HiGH&LOW THE MOVIE（2016年）
  - HiGH&LOW THE MOVIE 2 / END OF SKY（2017年）
  - HiGH&LOW THE MOVIE 3 / FINAL MISSION（2017年）
  - HiGH&LOW THE WORST（2019年）
- スーパー戦隊シリーズ（東映）
  - 劇場版 動物戦隊ジュウオウジャー ドキドキサーカスパニック!（2016年）
  - 劇場版 動物戦隊ジュウオウジャーVSニンニンジャー 未来からのメッセージ from スーパー戦隊（2017年）
  - 宇宙戦隊キュウレンジャー THE MOVIE ゲース・インダベーの逆襲（2017年）
  - 騎士竜戦隊リュウソウジャー THE MOVIE タイムスリップ!恐竜パニック!!（2019年）
  - 劇場版 騎士竜戦隊リュウソウジャーVSルパンレンジャーVSパトレンジャー（2020年）
  - 魔進戦隊キラメイジャー エピソードZERO（2020年）
  - 機界戦隊ゼンカイジャー THE MOVIE 赤い戦い! オール戦隊大集会!!（2021年）
  - 魔進戦隊キラメイジャー THE MOVIE ビー・バップ・ドリーム（2021年）
  - 暴太郎戦隊ドンブラザーズ THE MOVIE 新・初恋ヒーロー（2022年）
  - 映画 王様戦隊キングオージャー アドベンチャー・ヘブン（2023年）
  - 爆上戦隊ブンブンジャー 劇場BOON! プロミス・ザ・サーキット（2024年）
  - ナンバーワン戦隊ゴジュウジャー 復活のテガソード（2025年） - リングハンター・ガリュード
- 猫忍（2017年、AMGエンタテインメント）
- 氷菓（2017年、KADOKAWA）
- 惡の華（2019年、ファントム・フィルム）

### オリジナルビデオ
- スーパー戦隊シリーズ
  - 炎神戦隊ゴーオンジャー 10 YEARS GRANDPRIX（2018年、東映ビデオ）
  - 動物戦隊ジュウオウジャー スーパー動物大戦（2016年、東映ビデオ）
  - ルパンレンジャーVSパトレンジャーVSキュウレンジャー（2019年、東映ビデオ）
  - 暴太郎戦隊ドンブラザーズVSゼンカイジャー（2023年、東映ビデオ）
  - 王様戦隊キングオージャーVSキョウリュウジャー（2024年）
  - 爆上戦隊ブンブンジャーVSキングオージャー（2025年）
- 仮面ライダーシリーズ
  - ビルド NEW WORLD 仮面ライダーグリス（2019年、東映Vシネマ）
  - 仮面ライダージオウ NEXT TIME ゲイツ、マジェスティ（2020年、東映ビデオ）
  - 仮面ライダーセイバー 深罪の三重奏（2022年、東映ビデオ）
  - リバイスForward 仮面ライダーライブ&エビル&デモンズ（2023年、東映ビデオ）
  - 仮面ライダーギーツ ジャマト・アウェイキング（2024年、東映ビデオ）
  - 仮面ライダーガッチャード GRADUATIONS（2025年、東映ビデオ）

### 配信ドラマ
- 仮面ライダーシリーズ
  - 仮面戦隊ゴライダー（2017年、ビデオパス）
  - RIDER TIME 仮面ライダーシノビ（2019年、東映特撮ファンクラブ）
  - 仮面ライダーゲンムズ -ザ・プレジデンツ-（2021年）
  - 仮面ライダーゲンムズ スマートブレインと1000%のクライシス（2022年）
  - 仮面ライダーアウトサイダーズ（2023年） - 仮面ライダーゼイン[22]
  - 仮面ライダーリバイス The Mystery（2022年）
  - リバイスレガシー 仮面ライダーベイル（2022年）
  - ギーツエクストラ 仮面ライダーゲイザー（2024年）
  - 仮面ライダー 令和のゴージャス運動会（2024年） - 仮面ライダー1号 / 仮面ライダーリバイ
  - 冥黒の黙示録 ラケシス（2025年）
  - 仮面ライダーマジェード withガールズリミックス（2025年）
- スーパー戦隊シリーズ
  - 警察戦隊パトレンジャー Feat. 快盗戦隊ルパンレンジャー 〜もう一人のパトレン2号〜（2019年、東映特撮ファンクラブ）
  - 機界戦隊ゼンカイジャー スピンオフ ゼンカイレッド大紹介!（2021年、TELASA）
  - 暴太郎戦隊ドンブラザーズVS暴太郎戦隊ドンブリーズ（2023年）

### CM
- サントリー BOSS「ゴジラ『顔の映らない主役』篇」（2019年） - ゴジラ
- 損害保険ジャパン 「ビジネスマスター・プラス2023（2023年） - ビジマスターボディダブル

### 舞台
- スーパー戦隊シリーズ（シアターGロッソ）
  - 特命戦隊ゴーバスターズ ファイナルライブツアー2013（2013年）
  - 獣電戦隊キョウリュウジャー ファイナルライブツアー2014（2014年）
  - 烈車戦隊トッキュウジャー ファイナルライブツアー2015（2015年）
  - 宇宙戦隊キュウレンジャー シリーズ第1弾、第2弾（2017年）
- ハピネスチャージプリキュア! ミュージカルショー（2014年）
- 刀剣乱舞 〜つはものどもがゆめのあと〜」（2017年）

### WEB
- 甲州快童トライ☆オン The Short Movieずら!（2020年）

### その他
- フェス・ゴジラ4 オペレーション ジェットジャガー（2023年） - ジェットジャガー[23]